# Cerons
Els cerons (en llatí Cerones, en grec antic Κέρωνες) eren un poble de Britànnia esmentat per Claudi Ptolemeu, que els situa propers als epidis i a l'oest dels creons. El seu emplaçament correspon a la regió de Dumbarton, a Escòcia.